# Erich Schmidt (musicien)
Pour les articles homonymes, voir Schmidt.
Ne doit pas être confondu avec Erich Schmidt (historien).
Erich Schmidt (Metz, 6 août 1910 - Radebeul, 8 juin 2005) est un organiste et chef de chœur allemand. Avec le Meißner Kantorei 1961, il a créé de nombreuses œuvres contemporaines en Allemagne de l'Est.

## Biographie
Erich Schmidt naît le 6 août 1910  à Metz, durant la première annexion allemande. Le jeune Erich reçoit une solide formation musicale dans le Chœur de garçon de l'église Saint-Thomas de Leipzig, sous la direction de Karl Straube. Il fait ensuite des études à Leipzig en psychologie, philosophie, théologie et germanistique. Erich Schmidt est diplômé en 1939 en psychologie, après une thèse intitulée "Aufbau rhythmischer Gestalten" sur le développement des formes rythmiques.
Après avoir servi son pays comme soldat durant la Seconde Guerre mondiale, Erich Schmidt est nommé directeur de chant choral à Holzhausen, près de Leipzig, en 1945. En 1950, Erich Schmidt est nommé maître de chapelle à la cathédrale de Meissen. Il assure ses fonctions jusqu'en 1980, fondant en 1961 le "Meißner Kantorei 1961" et œuvrant régulièrement pour l'Académie évangélique de Meissen. De 1952 à 1986, Erich Schmidt fut également professeur de direction chorale et directeur adjoint à l'école de musique d'église de Dresde.
Avec le "Meißner Kantorei 1961", Erich Schmidt a créé de nombreuses œuvres, de Volker Bräutigam ( Pfingstgeschichte, Drei Psalmen ), Herbert Gadsch (Missa de angelis), Kurt Hessenberg ( Das Gleichnis vom großen Abendmahl ), Wolfgang Hufschmidt ( Seligpreisungen, Kontrafaktur II ), ou encore de Manfred Weiss ( Triptychon ). Erich Schmidt est lui-même dédicataire d'une œuvre de Jörg Herchets.
Avec "Meißner Kantorei 1961", Erich Schmidt a aussi exécuté de nombreuses œuvres contemporaines, souvent des créations en Allemagne de l'Est, d'artistes tels que Günter Bialas (de), Benjamin Britten, Paul Constantinescu, Johann Nepomuk David, Petr Eben, Bengt Hambraeus, Arthur Honegger, Klaus Huber, Charles Ives, Rudolf Kelterborn, Frank Martin, Günter Raphael ou Siegfried Reda. Comme organiste, il montre la voie en 1956, en jouant la Toccata et Fugue pour orgue du compositeur Anton Schoendlingers. En 1968 notamment, Erich Schmidt organise les festivités musicales pour le millénaire de la cathédrale de Meissen, créant une œuvre de Wolfgang Hufschmid, sur des textes de Martin Luther et Günter Grass.
Erich Schmidt décéda le 8 juin 2005 à Radebeul, en Saxe.

## Sources
- Christfried Brödel: Dr. Erich Schmidt, 6.8.1910–8.6.2005. In: Musik in Sachsen. Sächsischer Musikrat, Dresdes, 2005. (p. 9).
- Christfried Brödel: Zum 90. Geburtstag von Dr. Erich Schmidt. In:  Der Sonntag – Wochenzeitung für die Evangelisch-Lutherische Landeskirche Sachsens. Leipzig, août 2000.
- Wolf Dähne: Singen als Atem der Seele – Dr. Erich Schmidt zum 85. Geburtstag. In: Der Sonntag – Wochenzeitung für die Evangelisch-Lutherische Landeskirche Sachsens. n° 31, Leipzig, 1995.
- Wolf Dähne: Erinnerungen an Erich Schmidt. In: Forum Kirchenmusik, novembre/Décembre 2005.
- Helmut Werkle: Domkantor Erich Schmidt in Meißen zum siebzigsten Geburtstag. In: Musik und Kirche, n°50, 1980 (p. 280–281).